# 科普夫陨石坑

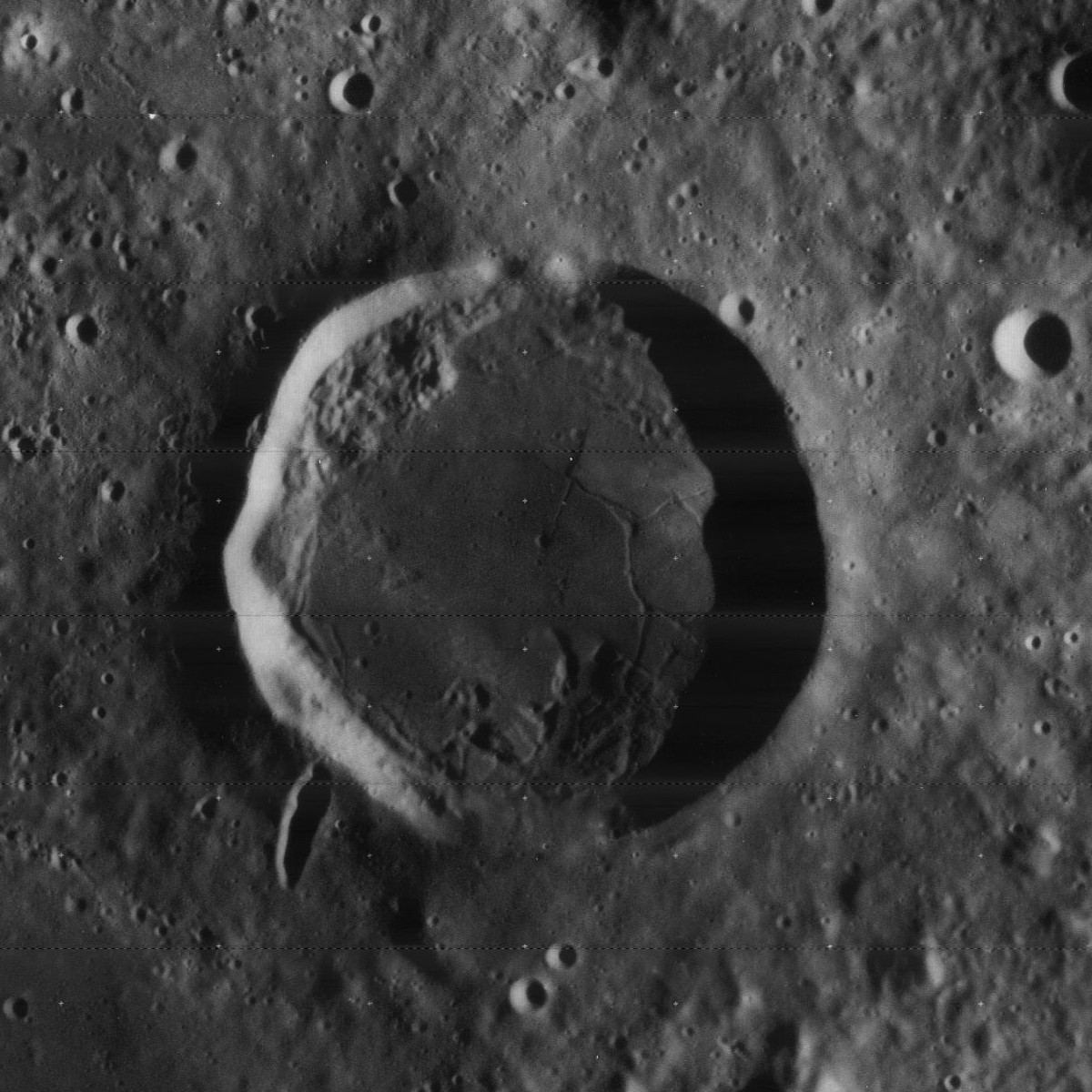
月球轨道器4号拍摄的图像

科普夫陨石坑（Kopff）是月球正面位于东方海撞击盆地东北侧边缘内的一座撞击坑，约形成于38-32亿年前的晚雨海世，
其名称取自德国天文学家奥古斯特·科普夫（1882年－1960年），1970年被国际天文学联合会正式接受。

## 描述
该陨坑西侧毗邻较小的霍曼陨石坑、西北和东北分别坐落了蒙德环形山和拉勒曼德陨石坑，它的西面连接着浩瀚的东方海，东面靠近细长黝黑的春湖，而北面则横亘了科普夫月溪和它后面的鲁克山脉。该陨坑中心月面坐标为17°23′S 89°41′W / 17.39°S 89.68°W，直径40.49公里，深约2.2公里。
有一段时间曾认为科普夫陨石坑与月球上大多数由撞击形成的月坑不同，它是源自火山活动，但现在认为它更可能是被一颗表面尚处于熔融状态的陨石撞击而成，使得该陨坑形成了大体圆状的轮廓、狭窄尖峭的坑壁以及平坦幽暗的坑底。事实上，坑内地表反照率与西面的月海完全一致。它的坑壁最大高出周边地形1030米，内部容积约有1229.00公里3。沿西北内壁底分布一层岩屑堆，而东南坑底则网状般蜿蜒着一系列熔岩凝固时形成的狭窄月溪，靠近西北和东北内壁的地表较为崎岖，这些区域没被熔岩覆盖，其中沿东北内壁底可看到一座高反照率的年轻撞击坑及一圈射纹系统。
由于该陨坑位置接近月球正面西南边沿，有时通过月球摄动，可看到它扭曲的形状。

## 卫星陨石坑
按惯例，最靠近科普夫陨石坑的卫星坑将在月图上以字母标注在该坑的中心点旁。
| 科普夫 | 纬度     | 经度     | 直径     |
| ------ | -------- | -------- | -------- |
| B      | 16.89° S | 86.35° W | 7.5公里  |
| C      | 18.33° S | 86.22° W | 13.7公里 |
| D      | 19.88° S | 89.9° W  | 12.6公里 |
| E      | 15.97° S | 89.91° W | 11公里   |

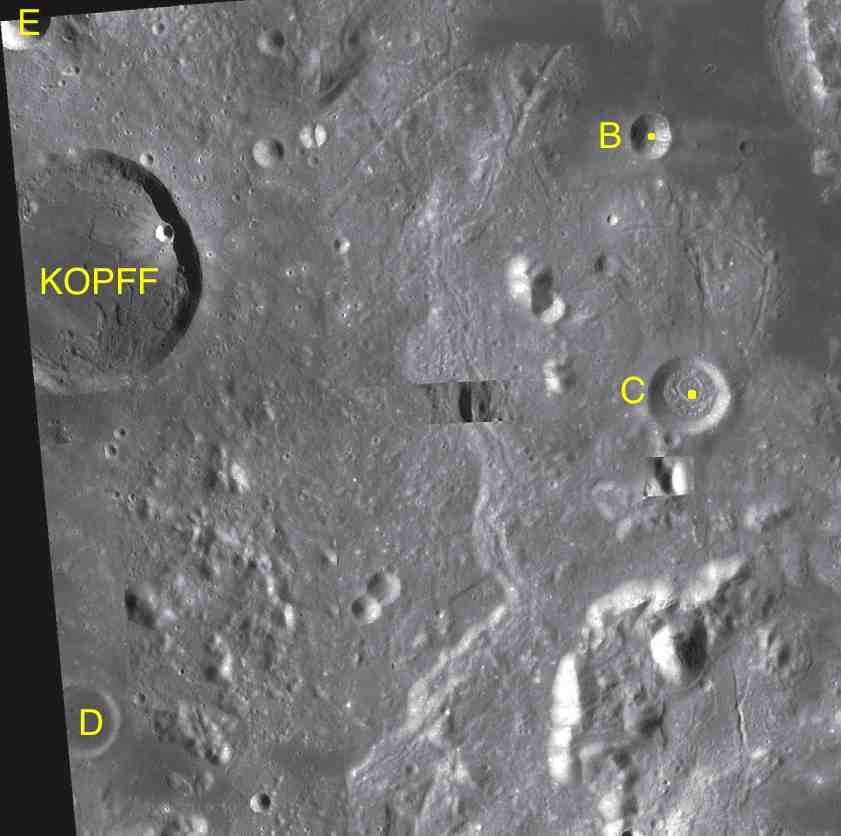
LAC-91 区域图

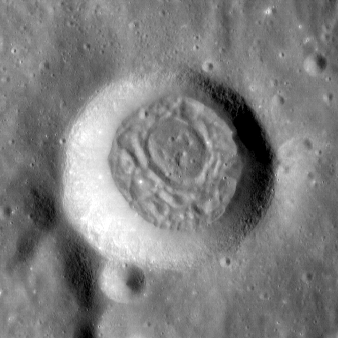
卫星坑「科普夫 C」，月球勘测轨道飞行器拍摄。

- 卫星坑「科普夫 A」于1985年被国际天文学联合会更名为拉勒曼德陨石坑。

## 另请参阅
- Andersson, L. E.; Whitaker, E. A. . NASA RP-1097. 1982.
- Blue, Jennifer. . USGS. July 25, 2007  [2007-08-05]. （原始内容存档于2012-04-12）.
- Bussey, B.; Spudis, P. . New York: Cambridge University Press. 2004. ISBN 978-0-521-81528-4.
- Cocks, Elijah E.; Cocks, Josiah C. . Tudor Publishers. 1995. ISBN 978-0-936389-27-1.
- McDowell, Jonathan. . Jonathan's Space Report. July 15, 2007  [2007-10-24]. （原始内容存档于2012-02-08）.
- Menzel, D. H.; Minnaert, M.; Levin, B.; Dollfus, A.; Bell, B. . Space Science Reviews. 1971, 12 (2): 136–186. Bibcode:1971SSRv...12..136M. doi:10.1007/BF00171763.
- Moore, Patrick. . Sterling Publishing Co. 2001. ISBN 978-0-304-35469-6.
- Price, Fred W. . Cambridge University Press. 1988. ISBN 978-0-521-33500-3.
- Rükl, Antonín. . Kalmbach Books. 1990. ISBN 978-0-913135-17-4.
- Webb, Rev. T. W.  6th revised. Dover. 1962. ISBN 978-0-486-20917-3.
- Whitaker, Ewen A. . Cambridge University Press. 1999. ISBN 978-0-521-62248-6.
- Wlasuk, Peter T. . Springer. 2000. ISBN 978-1-85233-193-1.